# Jacques Louis Nicolas Vaillant
Pour les articles homonymes, voir Vaillant.
Jacques Louis Nicolas Vaillant (1er janvier 1742 † 11 janvier 1813), est un homme politique français des XVIIIe et XIXe siècles.

## Biographie
Fils de Louis-Nicolas Vaillant greffier de la gouvernance, et de Jeanne-Marguerite Willart, Jacques Louis Nicolas Vaillant était consul d'Artois, conseiller du Roi en ses conseils,  ancien garde des Sceaux en la chancellerie établie près du conseil d'Artois avant la Révolution française.
Élu, le 25 avril, le 4e sur 8, député du tiers état aux États généraux de 1789 par la province d'Artois, il fut ainsi désigné dans le pamphlet allégorique de Fourdrin : « Le Vanté, cheval noir à tous crins, sans qualités brillantes, quoi qu'on en dise et ce qu'on en croit, mais ayant celles tiennent à l'usage auquel il est destiné : sage, posé, muni, prudent, il arrêterait seul un attelage emporté. »
Adjoint au doyen des communes, il fut député par son ordre auprès de la chambre du clergé, prêta le serment du Jeu de paume, et fit partie du comité de Constitution. Nommé (31 mars 1791) juge au tribunal de cassation pour le Pas-de-Calais, il reparut au Conseil des Anciens comme député du Pas-de-Calais en brumaire an IV. Il prit rarement la parole, et donna sa démission le 11 pluviôse an V.
Il devint par la suite membre du jury d'instruction pour l'élection des professeurs de l'École centrale du Pas-de-Calais, instituée à Boulogne en mars 1798, et fut appelé, par l'Empereur, au fonctions de maire d'Arras (12 fructidor an XII).
Il fut trésorier de la 2e cohorte de la Légion d'honneur.

## Vie familiale
Fils de Louis-Nicolas Vaillant greffier de la gouvernance, et de Jeanne-Marguerite Willart, Jacques Louis Nicolas Vaillant épousa, le 16 mars 1772 à Roclincourt, Marie Françoise d'Avion de Roclincourt ( † 16 décembre 1814), dont il eut une fille, Louise Marie Adélaïde Vaillant (23 février 1773 - Arras † 2 décembre 1825 - Arras), Mariée avec Louis Billecocq d'Agnoles (dont une fille), puis, le 7 septembre 1803 avec Pierre Mathias Joseph Wartelle (1er février 1773 - Arras † 13 avril 1856 - Arras), 1er baron d'Herlincourt et de l'Empire (9 octobre 1813), maire d'Arras (1813), puis président du conseil général du Pas-de-Calais (1816-1824), dont deux filles et un fils.